# Imidazolini
Imidazolini us azotna heterociklična jedinjenja sa formulom , koja su izvedena iz imidazola. Prsten sadrži jednu iminsku vezu. Ugljenici na pozicijam 4 i 5 su vezani jednostrukom vezom, umesto dvostruke kao što je to slučaj imidazola. Imidazolini su strukturano srodni sa gvanidinima i amidinima.
Poput imidazola, imidazolin-bazirana jedinjenja su bila korištena kao N-heterociklični karbenski ligandi raznih prelaznih metala. Imidazolin je prisutan u komercijalno dostupnom Grubsov katalizator druge generacije.

## Biološka uloga
Mnogi imidazolini su biološki aktivni. Većina bio-aktivnih derivata sadrži supstituent (aril or alkil grupu) na ugljeniku između dva azotna centra. Neka od generičkih imena su oksimetazolin, ksilometazolin, tetrahidrozolin, i nafazolin.

## Literatura
1. ↑   уреди
2. ↑  Evan E. Bolton; Yanli Wang; Paul A. Thiessen; Stephen H. Bryant (2008). „Chapter 12 PubChem: Integrated Platform of Small Molecules and Biological Activities”. Annual Reports in Computational Chemistry. 4: 217—241. doi:10.1016/S1574-1400(08)00012-1.
3. ↑  N. MacInnes and S. Duty (2004). „Locomotor effects of imidazoline I2-site-specific ligands and monoamine oxidase inhibitors in rats with a unilateral 6-hydroxydopamine lesion of the nigrostriatal pathway”. Br J Pharmacol. 143 (8): 952—959. PMC 1575965 . PMID 15545290. doi:10.1038/sj.bjp.0706019.